# Boku no Miteiru Fūkei
Boku no Miteiru Fūkei (僕の見ている風景 Boku no Miteiru Fūkei?, He visto el paisaje) es el noveno álbum de estudio de la boy band japonesa Arashi que fue lanzado el 4 de agosto de 2010 bajo su discográfica J Storm. El álbum fue lanzado en dos ediciones: una first press version (la versión de primera edición) y edición regular.
El álbum debutó número uno en el Oricon weekly album chart, y vendió alrededor de 731 000 copias. Desde agosto de 2010, Boku no Miteiru Fūkei es el álbum más vendido de 2010 en Japón. El 12 de octubre de 2010, el álbum se convirtió en el primer álbum del año en vender más de un millón de copias en Japón.

## Información del álbum
Tanto la primera edición y la edición regular contienen veinte temas, sin embargo, la primera edición viene con un folleto especial, mientras que la edición regular solo viene con un folleto de las letras de las canciones.

### Canciones
Boku no Miteiru Fūkei contiene cuatro sencillos publicados anteriormente por la banda: "Everything", "My Girl", "Troublemaker" and "Monster". "Everything" fue utilizado como tema musical para los anuncios de au by KDDI con Arashi como endosantes, y "My Girl" fue usado como tema musical para el drama con el mismo título protagonizada por el miembro de Arashi Masaki Aiba. Según el Oricon, "Everything" y "My Girl" ocuparon el quinto y tercer puesto de los sencillos más vendidos de 2009, respectivamente, en Japón. "Troublemaker" fue usado como tema musical para el drama Tokujo Kabachi!! (特上カバチ!! Extraordinaria sutilezas?) protagonizada por el miembro de Arashi Sho Sakurai y Maki Horikita, y "Monster" fue usado como tema musical para el drama Kaibutsu-kun (怪物くん Pequeño Monstruo?) protagonizada por el miembro de Arashi Satoshi Ohno.
"Movin 'On", la primera canción del primer disco, se utilizó como tema musical para el comercial de Japan Airlines.
"Sora Takaku", sexta canción del segundo disco, se utilizó como tema musical para el drama especial de Arashi Saigo no Yakusoku. El 7 de enero de 2010, dos días antes de la fecha de lanzamiento del drama en, Mezamishi TV salió al aire el primer avance de "Sora Takaku".

## Promoción
Se anunció el 4 de septiembre de 2010 que Japan Airlines (JAL) que utiliza un Boeing 777-200 con las dos imágenes de los miembros de Arashi y el título del álbum, que se venden con una funda especialmente diseñada para el vuelo, del 5 de septiembre de 2010 hasta enero de 2011.

## Lista de pistas
| CD 1 |                                        |                                            |                                          |          |  |
| N.º  | Título                                 | Letras                                     | Música                                   | Duración |  |
| 1.   | «Movin' On»                            | Tomokazu Miura, Takashi Ogawa, Sho Sakurai | Dr Hardcastle, Dice Taylor, Youwhich     | 4:23     |  |
| 2.   | «Mada Ue o» (マダ上ヲ)                 | Ogawa, Hydrant, Sakurai                    | Dapo Torimiro, Drew Ryan Scott           | 3:40     |  |
| 3.   | «Refrain» (リフレイン "Rifurein")      | R.P.P.                                     | R.P.P.                                   | 4:50     |  |
| 4.   | «Troublemaker»                         | H.Suzuki                                   | Masashi Ohtsuki                          | 4:03     |  |
| 5.   | «Taboo» (Sho Sakurai solo)             | 100db, Sakurai                             | Ha-j                                     | 3:15     |  |
| 6.   | «Circus» (サーカス "Sakasu")           | Soluna                                     | Iiisak, Hydrant                          | 3:48     |  |
| 7.   | «Gift» (ギフト "Gifuto")               | Masaya Sakuta                              | Sakuta                                   | 4:54     |  |
| 8.   | «Everything»                           | 100+                                       | Shingo Asari                             | 4:01     |  |
| 9.   | «Come Back to Me» (Jun Matsumoto solo) | Shigeo                                     | Shigeo                                   | 4:26     |  |
| 10.  | «My Girl»                              | Wonderland                                 | Shinya Tada                              | 4:45     |  |
| 11.  | «Magical Song» (Masaki Aiba solo)      | Youth Case                                 | Fredrik "Figge" Bostrom, Martin Ankelius | 3:45     |  |
| 12.  | «Let Me Down»                          | Choku Tanaka, Sakurai                      | Tanaka                                   | 4:03     |  |

| CD 2 |                                                                          |                           |                           |          |  |
| N.º  | Título                                                                   | Letras                    | Música                    | Duración |  |
| 1.   | «Monster»                                                                | Unite, Sean-D             | Chi-mey                   | 4:28     |  |
| 2.   | «Don't Stop»                                                             | Sachiko Inamura           | Kazumi Mitome             | 4:27     |  |
| 3.   | «Shizukana Yoru ni» (静かな夜に "In the Quiet Night", Satoshi Ohno solo) | R.P.P.                    | Dr Hardcastle, Youth Case | 4:47     |  |
| 4.   | «Mukae ni Iku yo» (むかえに行くよ)                                       | Tatsurō Mashiko           | Mashiko                   | 4:51     |  |
| 5.   | «1992*4##111» (特別 "Special", Kazunari Ninomiya solo)                   | Ninomiya                  | Ninomiya                  | 5:22     |  |
| 6.   | «Sora Takaku» (空高く "Sky High")                                        | Sean-D, Sakurai           | Yuichi Yagi               | 3:58     |  |
| 7.   | «Kagerô»                                                                 | Soluna                    | Tateki Kobayashi          | 3:51     |  |
| 8.   | «Summer Splash!»                                                         | The Sendai Sepia, Sakurai | The Sendai Sepia          | 4:20     |  |

## Funcionamiento en la lista
En el primer día de su lanzamiento, el álbum debutó en el número uno en el Oricon daily album chart por la venta de alrededor de 275 000 copias. El álbum mantiene su número uno en el Oricon album chart, vendiendo alrededor de 731 000 copias en su primera semana. El álbum se mantuvo número uno en su segunda semana, siendo Boku no Miteiru Fūkei el primer álbum de estudio de Arashi en liderar el Oricon weekly album chart por dos semanas consecutivas. Con la venta de alrededor de 125 000 copias alrededor, el álbum ha vendido un total de 856 000 copias. A partir de octubre de 2010, el álbum ha vendido 1 007 896 copias, por lo que es el primer álbum del año en llegar a un millón de copias vendidas en Japón.
Boku no Miteiru Fūkei fue certificado con Million por la Recording Industry Association of Japan (RIAJ).

## Listas, posiciones y certificaciones
| Lista (2010)                    | Máxima posición |
| ------------------------------- | --------------- |
| Japan Oricon Daily Album Chart  | 1               |
| Japan Oricon Weekly Album Chart | 1               |

| País  | Proveedor | Ventas    | Certificación |
| ----- | --------- | --------- | ------------- |
| Japón | RIAJ      | 1 044 976 | Million       |

## Historial de lanzamiento
| País          | Fecha                                            | Discográfica     | Formato | Catálogo     |
| ------------- | ------------------------------------------------ | ---------------- | ------- | ------------ |
| Japón         | 4 de agosto de 2010 (14 años, 7 meses y 22 días) | J Storm          | 2CD     | JACA-5232    |
| Corea del Sur | 18 de agosto de 2010 (14 años, 7 meses y 8 días) | SM Entertainment | 2CD     | SMJTCD359    |
| Taiwán        | 20 de agosto de 2010 (14 años, 7 meses y 6 días) | Avex Asia        | 2CD     | JAJCD26012/3 |
| Hong Kong     | 25 de agosto de 2010 (14 años, 7 meses y 1 día)  | Avex Asia        | 2CD     |              |